# بنك الأمانة الإسلامي
بنك الأمانة للاستثمار الإسلامي الفلبيني (واختصاره AAIIBP) أو بنك الأمانة الإسلامي هي البنك الإسلامي الأول والوحيد في الفلبين.

## التاريخ
يرجع مصرف الأمانة الإسلامي إلى بنك الأمانة الفلبيني، الذي أنشأه الرئيس فرديناند ماركوس في عام 1973 بموجب المرسوم الرئاسي رقم 264. برأس مال مبدئي قدره 100 مليون بيسو، كان أحد البنوك الإسلامية الأولى في العالم. كلفه الميثاق بتقديم الخدمات المالية إلى محافظات باسيلان وكوتاباتو ولاناو ديل نورتي ولاناو ديل سور وبالاوان وسولو وتاوي تاوي وزامبوانجا ديل نورت وزامبوانجا ديل سور حيث توجد أعداد كبيرة من السكان المسلمين.
في عام 1974 تم تعديل ميثاق البنك بموجب المرسوم الرئاسي رقم 542، مما سمح له بفتح فروع في ماجويندانايو وسلطان قادارات. كما ينص الميثاق المعدل على أن يقدم البنك خدمات مصرفية وفقًا للمبادئ الإسلامية، والتي لم يتم النص عليها صراحةً بموجب الميثاق الأصلي.
في عام 1989 تم إعادة هيكلة البنك وإعادة رسملته بموجب القانون الجمهوري رقم 6848، وتمت إعادة تسميته فيما بعد باسم بنك الأمانة الإسلامي للاستثمار في الفلبين، برأس مال قدره مليار بيزو. بين عامي 1990 و2007 ، وكان البنك تحت إشراف مكتب الخزانة.
تم بيع البنك إلى بنك آخر مملوك للحكومة، وهو بنك التنمية في الفلبين في عام 2008. ومع ذلك في عام 2012 أُعلن أنه سيتم فصل البنكين لأن الأخير لا يمتلك الخبرة اللازمة للتعامل مع مؤسسة مالية إسلامية.

## ملكية
- بنك التنمية الفلبيني: 99.88٪

## روابط خارجية
- الموقع الرسمي